# Estadi Beira-Rio
El Beira-Rio és un estadi de futbol de la ciutat de Porto Alegre, Brasil, a la costa del riu Guaiba. L'equip al qual pertany és l'Internacional, la seva capacitat és de 51.300 espectadors (anteriorment era de 62.500 però les localitats es van reduir després d'haver estat remodelat per ser una de les seus de la Copa del Món de Futbol de 2014 que es disputarà al Brasil.

## Història

### Construcció
El Beira-Rio va ser construït en gran part amb la contribució dels seguidors, que hi portaven maons, ciment i altres materials. També hi havia programes especials de ràdio per mobilitzar els seguidors de tot Rio Grande do Sul, i fins i tot un jugador de futbol que després seria ídol del club com Falcão va arribar a ajudar portant material per a la construcció.

### Inauguració
El primer partit en aquest estadi va ser un amistós entre l'Internacional i el Benfica de Portugal, guanyat per l'equip local per 2-1. El primer gol el va marcar Claudiomiro, el llegendari jugador portuguès Eusébio va marcar l'empat i Gilson Porto va donar la victòria a l'Inter.
Els altres partits del torneig d'inauguració van ser:
- Brasil 2-1 Perú
- Internacional 4-0 Peñarol
- Internacional 0-0 Gremio

## Actualitat
L'estadi va ser remodelat i reinaugurat el 20 de febrer del 2014 amb motiu de la Copa del Món de Futbol de 2014. En les reformes es va prestar especial atenció a la millora dels accessos dels espectadors a les seves localitats. El nou Beira-Rio compta ara amb set portes i 17 túnels d'accés a la graderia inferior, 14 escales internes i 17 ascensors, que condueixen també als 55 llotges i 70 suites.
S'han millorat els serveis al públic, amb la construcció de 22 punts d'alimentació a la grada inferior i 44 en la superior, a més de vuit banys masculins i 8 femenins en cada nivell de les grades.
No obstant això, el canvi més visible en relació al "vell Beira-Rio" és el sostre metàl·lic que cobreix totes les localitats, a més de les rampes i les portes d'accés, protegint així als aficionats de la calor i la pluja. S'ha proporcionat comoditat al públic, que pot gaudir ara d'una visió més propera i sense punts cecs del terreny de joc.
En el nou recinte també s'ha volgut posar l'accent en la seguretat. Des d'una torre de control situada en paral·lel a la línia central del camp, els operadors supervisen les 289 càmeres de l'estadi.